# Мобилизационные возможности государства
Мобилизацио́нные возмо́жности госуда́рства — комплексное понятие, обозначающее наличие людских и материальных ресурсов, которые государство может привлечь для развёртывания вооружённых сил и полноценного обеспечения нужд фронта и тыла, в процессе перевода экономики государства с мирного на военное положение.

## Основа мобилизационных возможностей
Мобилизационные возможности государства основываются на финансовых затратах, производимых государством на следующие нужды:
- создание золотовалютных резервов, необходимых на поддержание экономики государства при военном положении;
- создание продовольственных запасов;
- создание резерва боевой техники, вооружения, военного имущества (боеприпасов, снаряжения, амуниции) и горюче-смазочных материалов;
- периодическое обучение военнослужащих запаса и контроль над учётом военнообязанного контингента населения;
- начальная военная подготовка в системе среднего и среднего специального образования;
- подготовка и обучение офицеров запаса в гражданских вузах.

## Факторы, влияющие на мобилизационные возможности
Мобилизационные возможности государства зависят от следующих факторов:
- наличие тяжёлой промышленности и машиностроения;
- наличие развитой транспортной структуры;
- уровень экономического развития и тип экономики государства;
- регулирующая роль государства;
- политическое устройство государства;
- количество населения государства;
- уровень морально-психологической и общеобразовательной подготовки грамотности населения.

## Критерии мобилизационных возможностей

### Людской ресурс
Главным критерием мобилизационных возможностей государства является людской ресурс. Смысл критерия заключается в количестве населения, которое государство при необходимости в состоянии мобилизовать в вооружённые силы.
Минимальный уровень мобилизационного потенциала государства для мирного времени, под которым понимается непосредственно численность личного состава вооружённых сил, составляет 0,5—1 % от общего числа населения государства. При данном показателе вооружённые силы в состоянии полноценно функционировать и развиваться, обеспечивая при этом внешнюю безопасность государства.
В случае начала широкомасштабных боевых действий необходимый уровень мобилизационного потенциала государства оценивается от 10 до 20 %.

### Военно-технический потенциал
Под военно-техническим потенциалом подразумевается количество и качество боевой техники, имеющейся в вооружённых силах.
Главными условиями наличия военно-технического потенциала считаются:
- достаточное количество боевой техники (самолёты, вертолёты, корабли, танки, орудия, РЛС, ракетное вооружение и так далее);
- качество боевой техники (соответствие современным требованиям, исправное состояние).

Сохранение военно-технического потенциала заключается в постоянной модернизации и разработке новых образцов вооружения, обслуживании боевой техники и создании запасов вооружения и боеприпасов к ним.

### Военный бюджет
Военный бюджет — величина государственных расходов, предназначенная для поддержания и обновления вооруженных сил страны.
Часть средств военного бюджета уходят на периодическую подготовку военнослужащих запаса (резервистов), а также на создание резервов по военному имуществу и вооружению.

## Подготовка и мобилизация резервистов

### Подготовка резервистов
Независимо от принадлежности к государству, главной задачей по обеспечению мобилизационных возможностей считается периодическая подготовка резервистов. Резервистами называются военнообязанные граждане государства, которые подлежат мобилизации при необходимости.
Система подготовки резервистов имеется как в государствах с контрактной формой комплектования, как в государствах с призывной формой комплектования, так и в государствах со смешанным комплектованием.
Смысл подготовки резервистов заключается в их периодическом привлечении к кратковременным сборам, на которых они проходят военную подготовку согласно назначенным им военно-учётным специальностям. Практическое назначение таких сборов заключается в закреплении навыков в использовании боевой техники и вооружения, а также переучивания на новые образцы вооружения и освоение новых методов в тактике.
В некоторых государствах основной упор делается не на содержание регулярных войск, а именно на систему подготовки резервистов, в которые вовлекается практически всё мужское население (милиционная армия). К примеру, в Швейцарии, по некоторым оценкам, вооружённые силы, насчитывающие 22 000 человек, способны за несколько часов мобилизовать в свои ряды 650 000 резервистов, а за двое суток — 1 700 000 резервистов.

### Мобилизация резервистов
В случае военной угрозы или начала войны правительством объявляется частичная или всеобщая мобилизация и резервисты после их оповещения следуют в районы сбора, где под управлением представителей военного ведомства государства будут создаваться резервные воинские формирования.
В некоторых государствах в силу законодательства массовая мобилизация резервистов может объявляться без введения военного положения и без наличия военной угрозы. Примерами таких массовых мобилизаций могут служить:
- ввод советских войск в Афганистан — за две недели декабря 1979 года было призвано из запаса около 50 000 военнообязанных граждан, которые образовали основу личного состава 40-й армии, введённой в Афганистан;
- чернобыльская катастрофа — в период с конца апреля по конец лета 1986 года в Советскую армию было призвано из запаса порядка 500 000 военнообязанных[8];
- мобилизация на Украине — с 2014 года по настоящее время;
- мобилизация в России (2022) — в период с 21 сентября по 28 октября 2022 года в российскую армию было призвано из запаса 318 000 военнообязанных[9].

В таких государствах как США массовая мобилизация резервистов используется в основном для замещения войск, убывших на выполнение боевых действий в другое государство. В некоторых случаях военное руководство США отправляет резервистов на участие в боевых действиях, несмотря на наличие достаточного количества регулярных войск. Во время войны в Персидском заливе Пентагон призвал на военную службу 106 000 резервистов.
Бывают исключения в подходе к частоте мобилизации резервистов, когда она может начаться без всякой военной угрозы извне. К примеру, в таких государствах как Израиль кроме систематической переподготовки резервисты совместно с регулярными войсками непосредственно участвуют в боевых действиях. На практике это заключается в том, что любая крупная войсковая операция ЦАХАЛ начинается с мобилизации резервистов.

### Развёртывание формирований
Для создания полноценных формирований из резервистов необходимо наличие в достаточном количестве вооружения, боевой техники и военного имущества на складах хранения. В этом плане подход к развёртыванию формирований у большинства государств одинаков и заключается в создании кадрированных частей.
На примере ВС СССР и вооружённых сил государств бывшего СССР это выглядит как наличие в структуре каждого регионального военного командования (военный округ) воинских частей неполного штата (кадрированная часть), на складах которых находится на длительном хранении боевая техника, военное имущество и вооружение.
К примеру, это может быть мотострелковый полк, в котором по полному штату развёрнут только один батальон или рота. При этом количество вооружения на складах скадрованной части соответствует аналогичному показателю в полностью развёрнутом мотострелковом полку. Вся боевая техника и вооружение находятся в законсервированном состоянии (сняты аккумуляторные батареи, слиты охлаждающие жидкости и горючее, колёсная техника поднята на кронштейны и так далее).
По плану мобилизации в кадрированную часть прибывают резервисты офицерского и рядового состава, которые занимаются приведением боевой и иной техники и вооружений к боевой готовности. В 1990-е годы подобные скадрованные части были переименованы в Базы хранения и ремонта военной техники (БХиВТ).